# Vệ sinh công nghiệp
Vệ sinh công nghiệp là dịch vụ tổng vệ sinh, làm sạch sâu các vết bẩn bằng máy móc, thiết bị, dụng cụ hiện đại, hóa chất chuyên dụng cùng những phương pháp tối ưu, những quy trình xử lý hiện đại. Thường phù hợp với các cơ sở như trung tâm thương mại, tòa nhà cao tầng, cơ sở sản xuất, xí nghiệp.

## Kỹ thuật và thiết bị làm sạch
Các công ty vệ sinh công nghiệp sử dụng nhiều phương pháp làm sạch, hóa chất và thiết bị để thúc đẩy nhanh quá trình làm sạch. Công việc vệ sinh công nghiệp bao gồm tất cả các công việc dọn dẹp thông thường và dọn dẹp hiện đại như: Vệ sinh sàn nhà, trần nhà, cầu thang, lan can, cửa kính, thiết bị nội thất, thiết bị văn phòng, máy lạnh, giặt thảm, chăm sóc vườn cây cảnh và vệ sinh định kỳ theo yêu cầu.

### Vật tư tiêu hao
Các hợp đồng thường yêu cầu công ty vệ sinh cung cấp các vật tư tiêu hao như khăn giấy, khẩu trang, bao tay, chất tẩy rửa, v.v.

## Công nhân
Ngành dịch vụ vệ sinh nhà cửa rất cạnh tranh và nhiều công ty dịch vụ vệ sinh công nghiệp cung cấp đào tạo kỹ năng và đạo đức nghề nghiệp tại chỗ cho tất cả nhân viên mới. Một xu hướng trong ngành công nghiệp làm sạch là loại bỏ việc sử dụng các hóa chất nguy hiểm như chất tẩy rửa cống do trách nhiệm pháp lý và các mối quan tâm về môi trường. Cá nhân được sử dụng trong vệ sinh công nghiệp thường giữ chức danh công việc của lao công, người giúp việc hoặc người khuân vác.
Ở một số quốc gia, chẳng hạn như Vương quốc Anh, những người dọn dẹp làm việc trong trường học, nhà giữ trẻ và cơ sở chăm sóc trẻ em được pháp luật yêu cầu phải kiểm tra lý lịch tư pháp.